# Christoph Reusser
Christoph Reusser (* 1957) ist ein Schweizer Klassischer Archäologe.

## Leben
Christoph Reusser studierte Klassische Archäologie, Alte Geschichte sowie Ur- und Frühgeschichte an der Universität Bern und der Freien Universität Berlin. 1984 erwarb er das Lizenziat in Klassischer Archäologie in Bern bei Hans Jucker. Von 1984 bis 1986 war er Assistent am Antikenmuseum Basel zur Bearbeitung des etruskischen Materials des Museums. Von 1986 bis 1988 hielt er sich zur Vorbereitung seiner Dissertation in Rom auf. Zusätzlich erwarb er dort ein Diplom in Christlicher Archäologie am Pontificio Istituto di Archeologia Cristiana. 1989 wurde er mit der Arbeit „Der Fidestempel auf dem Kapitol in Rom und seine Ausstattung. Ein Beitrag zu den Ausgrabungen an der Via del Mare und um das Kapitol 1926–1943“ bei Dietrich Willers in Bern promoviert. Es folgten im Rahmen eines Habilitationsstipendiums des Schweizerischen Nationalfonds zur Förderung der wissenschaftlichen Forschung Aufenthalte an der Universität Heidelberg, der Soprintendenza Archeologica della Toscana in Florenz und der Universität Pisa. Studienaufenthalte führten ihn nach Paris, Berlin, Rom, London und Oxford. 1994 wurde Reusser Assistent am Institut für Klassische Archäologie der Universität Bern und habilitierte sich 1995 dort mit der Arbeit „Vasen für Etrurien. Verbreitung und Funktionen attischer Keramik im Etrurien des 6. und 5. Jahrhunderts vor Christus“.
1998 wurde Reusser C3-Professor für Klassische Archäologie an der Universität Regensburg. Von Februar 2008 bis zu seinem Ruhestand Ende Januar 2023 lehrte er als Nachfolger von Hans Peter Isler als Ordinarius für Klassische Archäologie an der Universität Zürich. Reusser ist korrespondierendes Mitglied des Deutschen Archäologischen Instituts sowie auswärtiges Mitglied des Istituto Nazionale di Studi Etruschi ed Italici.
Von 2002 bis 2006 leitete er mit Martin Bentz Grabungen in Marzabotto, seit 2007 ist er Leiter von Grabungen in Spina, seit 2008 Leiter der Zürcher Grabung in Ietas auf dem Monte Iato in Sizilien.

## Veröffentlichungen (Auswahl)
- Antikenmuseum Basel und Sammlung Ludwig. Etruskische Kunst. Antikenmuseum Basel, Basel 1988, ISBN 3-905057-01-8.
- Der Fidestempel auf dem Kapitol in Rom und seine Ausstattung. Ein Beitrag zu den Ausgrabungen an der Via del Mare und um das Kapitol 1926–1943 (= Bullettino della Commissione Archeologica Comunale di Roma, Supplemento 2). L’Erma di Bretschneider, Rom 1993, ISBN 88-7062-825-6.
- Herausgeber: Griechenland in der Kaiserzeit. Neue Funde und Forschungen zu Skulptur, Architektur und Topographie (= Hefte des Archäologischen Seminars der Universität Bern, Beiheft 4). Institut für Klassische Archäologie, Bern 2001, ISBN 3-905046-24-5
- Vasen für Etrurien. Verbreitung und Funktionen attischer Keramik im Etrurien des 6. und 5. Jahrhunderts vor Christus (= Akanthus Crescens, Band 5). Akanthus, Kilchberg-Zürich 2002 (Rezension von Petra Amann bei H-Soz-Kult).
- mit Martin Bentz (Herausgeber): Attische Vasen in etruskischem Kontext. Funde aus Häusern und Heiligtümern (= Beihefte zum Corpus Vasorum Antiquorum Deutschland, Band 2). C. H. Beck, München 2004, ISBN 3-406-51904-0.
- mit Martin Bentz: Marzabotto. Planstadt der Etrusker. Philipp von Zabern, Mainz 2008, ISBN 978-3-8053-3845-5.
- mit Martin Bürge (Herausgeber): „Exekias hat mich gemalt und getöpfert“. Ausstellung in der Archäologischen Sammlung der Universität Zürich, 9.11.2018–31.3.2019. Archäologische Sammlung der Universität Zürich, Zürich 2018, ISBN 978-3-905099-34-8.
- mit Martin Bürge (Herausgeber): Exekias und seine Welt. Tagung an der Universität Zürich vom 1.–2. März 2019. Verlag Marie Leidorf, Rahden/Westf. 2022.